# Езикова гимназия „Иван Вазов“
Езикова гимназия „Иван Вазов“ (известна още като „Руска езикова гимназия“) в Пловдив е гимназиално училище, създадено през 1958 година. През годините гимназията се утвърждава като една от най-престижните в страната и е в топ 20 на матурите.

## История
Още от създаването си през 1958 година гимназията става притегателен център за много ученици желаещи да учат „модерните“ за времето езици.
През 1971 година училището става едно от първите български училища, асоциирани към ЮНЕСКО. През 1983 година, по повод 25 години от основаването на гимназията, с Указ №1517 на Държавния съвет тя е наградена с орден „Кирил и Методий“ – I степен. През 2002 година „руската“ получава и почетното отличие на МОН „Неофит Рилски“. На два пъти Общинският съвет в Пловдив удостоява езикова гимназия „Иван Вазов“ с почетния знак на града. През 2003 година по повод 45-годишнината от основаването на училището и през 2006 година за особени заслуги към образованието в Пловдив и по случай Деня на българската просвета и култура и на славянската писменост.
Дългогодишният директор на гимназията Мариана Димитрова, която ръководи училището в продължение на 25 години, превръщайки я в една от най-елитните в България,  почива на 3 октомври 2017 година. През 2018 година е удостоена посмъртно със званието „Почетен гражданин на Пловдив“.
На 12 април 2019 г. официално се представя проектът 1:1 (едно към едно), с който ЕГ “Иван Вазов” става пилотно училище в България, това означава, че всеки ученик може да има собствен компютър (хромбук) и да учи навсякъде и по всяко време; екипно или индивидуално. Условията са 50% от учениците да са заявили желание в началото на първата учебна година, в която постъпват в гимназията. Все повече и повече паралелки в училището преминават изцяло на обучение 1:1.

## Специфики на учебната структура

### Прием
Приемът в гимназията се извършва след VII клас, с НВО по български език и литература и математика. Срокът на обучение е пет години. Средно в паралелка биват приети 26 ученици (13 момичета и 13 момчета). През последните години се забелязва, че все по-голяма част от учениците в Пловдив и цяла България, избират учебното заведение и това прави училището абсолютен лидер в обучението по чужди езици в Пловдив и цяла България.

### Профили
Профилиращите чужди езици, които се преподават в гимназията са испански, италиански, английски, френски и немски. Втори профилиращ предмет за всички паралелки е руски език. Учениците имат възможност да изучават и трети чужд език по избор. Във всяка степен има по 2 паралелки с профил „Испански език“, 2 паралелки с профил „Английски език“, 2 паралелки с профил „Немски език“, 2 паралелка с профил „Италиански език“, 1 паралелка с профил „Френски език“.
Гимназията е профилирана в чуждоезиков профил. Това е регламентирано с акта за създаване на гимназията.
- I профилиращ предмет: I чужд език /испански, италиански, английски, немски, френски език/ се изучава интензивно през петте години на обучение.

В VIII клас /подготвителен/ часовете по I чужд език са 20 седмично. Изучават се и български език и литература, математика, изобразително изкуство/музика и физическо възпитание и спорт.
В IХ и клас, I чужд език се изучава по 5/6 часа, в Х клас- 7/6, в ХI и ХII – 10 часа седмично, когато е профил. Преподаването на отделни учебни предмети също е на съответния чужд език.
- II профилиращ предмет: II чужд език – руски език. Изучаването се въвежда от IХ до ХII клас, съответно в IХ и Х клас- 2, в ХI и ХII – 7 часа седмично, когато е профил.
- III профилиращ предмет: (ученикът може да избере сам) математика, история, география, биология или химия в ХI и ХII – 5 часа седмично, когато е профил.

На учениците се дава възможност да участват в различни клубове.

#### Профил „Испански език“
От 1999 година гимназията е включена в споразумението за билингвално обучение между Министерство на образованието, културата и спорта на Кралство Испания и Министерството на образованието и науката на Република България, според което нашите ученици получават и испанска диплома за средно образование. Обучението се осъществява от висококвалифицирани, испански и български учители, и се ползват нови, модерни и качествени учебници, издадени в Испания.
Още по време на престоя си в гимназията, учениците успешно се представят на изпитите DELE и получават международен сертификат. Всяка година се провеждат национални и международни конкурси на испански език, театър на испански език.
За своето отлично обучение по испански език учениците получават стипендии от Испанското правителство в размер на 600 евро.
Ежегодно се осъществяват и образователни пътувания до Испания, с любезното съдействие на Община Мадрид.

#### Профил „Италиански език“
От 2006 година гимназията е включена в споразумението, подписано от България и Италия в областта на образованието. На основата на българската диплома посолството на Италия ще издава на учениците ни официален документ, осигуряващ достъп до италианските висши училища, при условията валидни за италианските студенти с освобождаване от изпит по италиански език.
Всяка учебна година гимназията получава дарения от учебници, художествена литература, помагала от правителството на Италия, а на учениците се осигуряват и стипендии за летни курсове в Италия.
Организират се и езикови практики до Италия.

#### Профил „Английски език“
Обучението се осъществява по нови и модерни учебници, издадени в Англия. В обучението са застъпени и различни нива от системите на Кембридж, което дава възможност на учениците да се явяват на изпити за придобиване на Кембридж сертификати. С лекота учениците ни покриват и международно признатите изпити за владеене на английски език TOEFL, SAT I, SAT II.
Гимназията активно работи с фондация Фулбрайт за обмен на учители. Благодарение на любезното съдействие на английската фондация SOL /за страни от Източна Европа/, нашите ученици имат възможност да участват в летни езикови курсове или езикова практика в Англия.

#### Профил „Немски език“
От септември 2010 г. ЕГ „Иван Вазов“се присъедини към семейството от 24 училища в България, които имат уникалната възможност да работят за подготовката за Немска езикова диплома – сертификат без давност, който е доказателство за владеенето на немски език на ниво В2/С1 по Общата европейска рамка. Оттогава в училището работи и преподавател от ФР Германия, който е и главен координатор и консултант за немски език за Южна България.
Пак от 2010 г. ЕГ „Иван Вазов“ е център за семинари и обучение на преподаватели по немски език. Обособен е немски център, състоящ се от 2 семинарни зали, две класни стаи, библиотека и учителска стая, всички модерно обзаведени и оборудвани с най-нова техника.
Като училище с Немска езикова диплома ЕГ „Иван Вазов“ е едно от 700-те PASCH – училища по целия свят, т.е. училище-партньор на бъдещето.
Образователните пътувания до немскоезични страни са традиция в края на всяка учебна година. Чрез различни вътрешно-училищни мероприятия се поддържа немския дух, който мотивира учениците за по-високи резултати при изучаването на немския език.

#### Профил „Френски език“
В обучението по френски език са въведени нови, съвременни френски системи за обучение. Благодарение на това, учениците ни покриват с лекота нивата на изпита DELF и получават международно признати сертификати. Активно се работи с Френския Културен Институт – София, Алианс Франсез – Пловдив.
През 1999 – 2003 година се работи по проект – „Je parle francais et toi ?“ за побратимявате между български, френски, ирландски и сенегалски ученици, под патронажа на две асоциации A.F.A.L. и A.D.I.F.L.O.R.

#### Руски език
От 2001 г. по договореност с Държавния институт по руски език „Пушкин“ – гр. Москва в гимназията се провеждат изпити за получаване на международни сертификати за владеене на руски език – „Прагово равнище“ и „Руски език за делово общуване“. Гимназията е включена в Националната мрежа от училища–бази за обучението по руски език в България. Въпреки че, руски език се изучава като втори, успехите на нашите ученици на национални, международни олимпиади и конкурси са много големи. На традиционно провеждащият се в Москва фестивал на руския език, между български, руски и френски ученици, възпитаниците на гимназията са абсолютни шампиони. Години наред наши ученици са в ядрото на националния отбор по руски език, представляващ страната ни на Международния фестивал в Москва.

### Дипломи и Реализация
Почти всичките от над 7300 възпитаници на езикова гимназия „Иван Вазов“ са част от интелектуалния елит на България. Почти 100% след завършването на средното си образование продължават обучението си в престижни висши учебни заведения в страната и чужбина. Благодарение на солидната си подготовка по чужди езици и всички общообразователни дисциплини, нашите зрелостници получават стипендии от университети в САЩ, Испания, Италия, Германия, Холандия, Великобритания, Франция, Русия.

## Материална база
С облик на съвременен езиков комплекс гимназията притежава функционална централна сграда, с добре поддържани класни стаи, три компютърни зали, мултимедиен център, физкултурен салон, фитнес зала, спортни площадки и прекрасен парк за отдих, създаван и поддържан повече от тридесет и пет години от учениците на гимназията.
Библиотеката на гимназията предлага на многобройните си читатели разнообразни енциклопедии, речници, помагала, както и художествена литература в библиотечен фонд от 11000 тома, като над 3500 тома е литературата по чуждите езици, които се изучават в гимназията.
Към гимназията има и общежитие, в което са настанени учениците, живеещи извън Пловдив.